# 8-й гвардейский артиллерийский полк
8-й гвардейский артиллерийский полк (сокр. 8 ап, в/ч 87714) — тактическое формирование Сухопутных войск Российской Федерации.

## История
8-й артиллерийский полк Береговых войск Черноморского флота был сформирован в 2014 году после оккупации Крыма.
19 ноября 2014 года командир части полковник Дмитрий Козаченко принял Боевое знамя из рук генерал-майора Александра Острикова, начальника береговых войск Черноморского флота.
Во время вторжения России на территорию Украины 8-й гвардейский артиллерийский полк в основном действовал в составе 8-й гвардейской общевойсковой армии (8-я САА). Эта армия с самого начала принимала участие в военных действиях, и многие её подразделения, включая 150-ю мотострелковую дивизию, были вовлечены в активные боевые действия. Кроме того, 8-я САА оказывала поддержку сепаратистским силам в Донбассе.
30 июня 2023 года было присвоено звание «Гвардейский».

## Вооружение
8-й гвардейский артиллерийский полк оснащен различными типами артиллерии, включая самоходные гаубицы, реактивные системы залпового огня. В их числе могут быть 152-мм самоходные гаубицы 2С3 «Акация», 152-мм самоходные гаубицы 2С19 «Мста-С», а также реактивные системы залпового огня БМ-21 «Град» и БМ-27 «Ураган». Кроме того, артиллерийский полк может получать поддержку от истребителей, бомбардировщиков и штурмовиков, входящих в состав 4-й армии ВВС и противовоздушной обороны.